# 바람의 검심
《바람의 검심》(るろうに剣心 -明治剣客浪漫譚- 루로니 겐신 메이지 겐카쿠 로만탄[*])은 와쓰키 노부히로가 창작한 만화이다. 후쿠하시 가즈히로 감독의 TV 시리즈 애니메이션으로도 제작되었다. 일본 막부 말기에서 메이지 유신으로 이행하는 격변기를 배경으로 하고 있다.

## 주요 등장인물

### 카미야 도장(신곡 도장)
히무라 켄신[비촌 켄신]
★성우 - 日:스즈카제 마요(1996년판) 사이토 소마(2023년판) / 韓:구자형(KBS 23기) / 韓(어린켄신):윤미나(대교방송 3기) / 美:리처드 칸시노
이 작품의 주인공. 본명은 히무라 신타. 전쟁고아 출신으로 비천어검류의 계승자인 히코 세이쥬로에게 가르침을 받았다. 켄신(剣心)이란 이름은 이때 스승이 지어준 이름이다. 이후 켄신은 막부 말, 칼잡이 발도재('모든 발도술에 능통한 자'라는 뜻)로 불리며 히토키리의 유신지사로 활동했다. 당시 사람을 수없이 죽였기에 엄청난 악명을 떨쳤다.
카미야 카오루[신곡 카린]
★성우 - 日:후지타니 미키(1996년판) 타카하시 리에(2023년판) / 韓:문선희(KBS 22기) / 美:리바 웨스트, 도러시 멜런드레즈
'카미야 활심류'란 검술유파의 대리사범이자 계승자. 가짜 발도재 사건을 계기로 켄신과 인연을 맺게 된 이후로 함께 생활하며 다양한 사건들과 마주친다. 켄신을 마음깊이 사랑하고 있으며 발도재 시절의 기억으로 고뇌하는 켄신을 도와주려고 노력한다. 대리사범인만큼 기본적인 검술실력은 뛰어나지만 요리실력은 매우 형펀없다. 훗날 켄신과 결혼.
사가라 사노스케[사가라 사노]
★성우 - 日:우에다 유지(1966년판) 야시로 타쿠(2023년판) / 韓:최원형(MBC 11기) / 韓(어린사노):이명선(투니버스 1기) / 美:렉스 랭
쿄토 뒷골목에서 알아주는 싸움꾼이였던 청년. 참마도란 거대한 칼을 휘두르고 다녔기에 '싸움군 참마'라는 별칭으로 불렸다. 단순무식하고 낙천적이며 고집불통이지만, 사려깊고 근성있는 의리파 사나이. 어릴적 적보대란 조직에서 활동한 경력이 있는데, 적보대의 이용가치가 없어지자 몰살시키고, 사노스케가 존경하던 적보대의 대장 사가라 소우조를 참수한 메이지 정부를 극도로 싫어한다. 이때 적보대의 의지를 이어받는다는 뜻으로 등뒤에 악(惡)이라 써있는 옷을 입고 다닌다. 작중에선 유신지사 출신인 켄신을 미워하여 대결을 벌이지만 패배했다. 이후 켄신과는 둘도없는 친구사이로 발전하며 카미야 도장의 식객이 된다.
훗날 켄신을 도우러 쿄토로 가던 중 시시오의 친위 별동대인 십본도의 일원 파계승 안지에게 '이중극점'이란 비술을 7일만에 배우게 되며, 쿄토에서 안지와 재회한 이후의 대결에서 삼중극점을 터득하여 더 강해진다.
묘진 야히코[명심 미언]
★성우 - 日:도미나가 미나(1966년판) 코이치 마코토(2023년판) / 韓(TV판):손정아(KBS 12기) / 美:엘리스 플로이드
본래 소매치기이였지만, 켄신과 카오루와 알게 된 이후로 개과천선하여 카미야 활심류에 입문한다. 건방지만 용감하고 사려깊은 좋은 마음씨를 지녔다. 켄신의 싸움을 지켜보며 뛰어난 검객으로 성장, 훗날 켄신에게 역인도 진타를 물려받으며 '검으로 약한 사람들을 지킨다.'라는 켄신의 정신을 계승한다.

### 어정번중(御庭番衆)[스파이 군단]
- 시노모리 아오시(四乃森蒼紫 / 시노 아오시)

★성우 - 日:야스하라 요시토 우치다 유우마(2023) / 韓:김민석(KBS 21기) / 美:테런스 스톤, 존 그레밀리온
15세에 에도성 어정번중의 두목이 된 천재로 불리는 닌자. 권법과 소태도(小太刀)의 달인이며 어정번중식 소태도 이도류를 주특기로 한다. 무뚝뚝하며 냉정하지만 동료를 진심으로 아끼는 사나이. 메이지 유신 이후 남은 부하들을 이끌고 일본 전역을 떠돌다가 간류라는 인물의 경호원으로 채용되고, 그과정에서 켄신과 만난다. 그는 막부말에 막부의 쇼군인 토쿠가와 요시노부의 배신으로 억울하게 망한 어정번중이 최강이란 사실을 증명하기 위해 발도재로 불리던 칼잡이 켄신을 이기려 한다. 그러나 고용주인 간류의 배신으로 자신의 부하들이 전부 사망하자 절망에 빠진다. 아오시는 죽은 부하들의 명예를 위하여 켄신을 반드시 꺽겠다는 일념으로 복수귀가 되었고, 마침 켄신과 대립하던 시시오와 손을 잡기에 이른다. 이후 쿄토 대혈전에서 켄신과 1:1로 붙지만, 비천어검류의 비술인 천상용섬에 당하여 패배, 자신의 잘못을 뉘우치고 켄신을 도와 에네시의 부하들과 싸우고 부하들의 유골을 장례 지내준다.
- 한냐

★성우 - 日:노지마 아키오 오키아유 료타로(2023년판) / 韓:표영재(MBC 15기)
아오시를 따르는 심복. 도깨비 형상의 가면을 쓰고 다닌다. 켄신과 싸운적이 있으며, 아오시를 지키려다 고용주인 간류의 배신으로 사망.
- 시키죠(천익)

★성우 - 日:나카타 카즈히로 이나다 테츠(2023년판) / 韓:양석정(KBS 27기)
아오시를 따르는 심복. 원래는 유신지사였으나, 아오시를 만나 그를 따르게 된다. 엄청난 괴력을 얻기 위하여 특수한 비약을 사용하였는데, 그때문에 피부색이 노란색으로 변색됨. 아오시를 지키려다 고용주인 간류의 배신으로 사망.
- 효토코(불돌이)

★성우 - 日:이이즈카 쇼조 오치아이 후쿠시(2023년판) / 韓:최석필(MBC 13기)
아오시를 따르는 심복. 덩치가 매우큰 사내. 입속에 기름주머니를 넣고 다니며, 이기름을 토해내여 강력한 화염공격을 한다. 아오시를 지키려다 고용주인 간류의 배신으로 사망.
- 베시미

★성우 - 日:마츠노 타이키 요시노 히로유키(2023년판) / 韓:박지훈(MBC 12기)
아오시를 따르는 심복. 체격은 작지만 몸집이 날쌔다. 독이 묻은 무기를 사용한다. 아오시를 지키려다 고용주인 간류의 배신으로 사망.
- 마키마치 미사오(마키 미사오)

★성우 - 日:사쿠라이 토모 / 韓:윤미나(대교방송 3기) / 美:멜로디 스피백, 필리스 샘플러
카시와자키 넨지의 손녀(진짜 손녀는 아님). 어린시절 아오시에게 거둬들여져 아오이정에 맡겨진 소녀. 말괄량이지만, 명랑하고 활기넘치는 성격. 아오시를 따르며 스파이 군단의 일원으로 성장한다. 그녀는 아오이정을 떠나 어딘가로 사라진 아오시를 찾아 전국을 떠돌았다. 그과정에서 켄신과 만나고 아오시에 관한 사실을 듣게 된다. 훗날 쿄토 일전에서 아오시가 버린 스파이 군단의 두목자리를 계승(본인이 멋대로)하였고, 십본도를 쓰러뜨리는데 두드러진 활약을 보여준다.
- 오키나(카시와자키 넨지)

★성우 - 日:키타무라 코이치 / 韓:오인성(KBS 23기)
어정번중의 실력파 닌자였으며, 현재는 현역에서 은퇴하여 아오이정의 식구들을 돌보는 일을 맡고 있다. 복수귀가 된 아오시를 막으려하지만 패배하고 큰부상을 입는다. 이후 시시오와의 쿄토일전에서 아오이정에 쳐들어오는 시시오의 부하들을 멋진 전술로 막아내는 모습을 보여준다. 보기와는 달라 젊은 여자들을 보면 사족을 못쓰는 변태영감의 모습을 보인다.

### 십본도
- 시시오 마코토

★성우 - 日:이케다 마사노리 / 韓:성완경(KBS 23기) / 美:스티븐 블룸, 데이비드 월드
과거 켄신처럼 히토키리의 유신지사로서 활동하던 검객. 발도재 시절 켄신의 후임이다. 뛰어난 검술실력을 지녔지만, 메이지 정부의 어두운 비밀을 많이 알고 있다는 사실과 욕망과 광기에 사로잡힌 성격이 문제가 되어 메이지 정부에 의해 암살 & 산채로 불에 태워진다. 그러나 시시오는 살아남았고, 자신을 이꼴로 만든 메이지 정부에 대한 복수심 & 일본의 패자가 되겠다는 야먕을 불태우며 전국 각지의 이름난 싸움꾼들을 모아 반란을 도모한다. 이후 시시오의 야망을 막으려는 켄신(이 때 비천어검류의'천상용섬'을 사용함)과 치열한 대결을 벌이지만 간발의 차이로 패배하고, 극도로 높아진 자신의 체온에 의하여 인체발화가 일어나 사망한다. 전형적인 악당이며 약육강식의 논리를 주장한다. 십본도의 일원들을 압도할만큼 강한 카리스마를 지닌 비범한 인물이다.
- 세타 소지로

★성우 - 日:히다카 노리코 / 韓:최향윤(EBS 11기) / 美:타라 제인, 린 피셔, 멀리사 판, 클린트 비컴
십본도에서 시시오 다음가는 검술력을 지닌 검객. '천검의 세타'란 별칭으로도 불린다.시시오 마코토 다음으로 세다. 어린시절의 자신을 학대하던 의붓형 일가를 몰살시키고 시시오를 따르게 된다. 이때 자신의 감정을 봉인하고 철저하게 즐거움이란 감정만으로 살아간다. 곱상한 외모에 얼핏 보면 예의 바른 모범생같은 소년이지만, 천부적인 다리 움직임을 지닌 세타는 축지라는 초신속의 발도술을 사용하여 상대방을 순식간에 제거하는 위험한 인물. 켄신과 2번 대결한적이 있으며, 첫 번째 대결에선 켄신의 역인도를 두동간낸적이 있다. 두 번째 대결에선 진심을 다하여 싸우지만, 불살의 신념을 지키는 켄신의 모습에 봉인했던 감정들이 표출되며 심적 변화를 일으켰고, 켄신과 속도로 싸움을 하지만 켄신의 천상용섬에 당하여 패배한다. 이후 켄신의 조언대로 세상을 떠돌며 삶의 의의를 찾겠다며 여행을 떠남.이후 북해도에서 켄신과 일행을 만나 그들을 도와줌.
- 고마가타 유미

★성우 - 日:이리에 가나코 / 韓:손정아(KBS 12기) / 美:웬디 리, 클레어 해밀턴
본래는 이름난 기생이였다. 메이지 정부를 증오하던중 시시오를 만나 그의 사상에 매료되었고, 연인이 된다. 훗날 켄신과 시시오의 일전에서 시시오의 검에 의해 과다출혈로 사망.
- 사도지마 호우지

★성우 - 日:?? / 韓:이장우(대교방송 1기) / 美:데이브 맬로
시시오가 가장 신뢰하는 인물. 전투능력은 매우 약하지만 천재적인 실무능력과 두뇌를 인정받아 시시오의 동료가 된다. 시시오의 약육강식의 논리를 신봉하며 반란을 도모하지만 시시오가 켄신에게 패배하여 사망하자 미쳐버린다. 이후 메이지 정부에게 체포되어 여러 가지 회유를 당하지만 시시오에 대한 충섬심을 지키듯 감옥에서 자살한다.
- 사와게죠 쵸우

★성우 - 日:?? / 韓:사성웅(KBS 27기) / 美:데릭 스티븐 프린스, 데이비드 머트랭가
관서지방 출신. 낙인내태도라는 채찍형태의 검을 사용하는 검객. 전국에 이름난 검을 수집하는걸 좋아하기에 '칼사냥꾼'이란 별명으로 불린다. 머리가 빗자루처럼 생겼기에 사노스케에게 빗자루 대가리라고 놀린다. 켄신의 역인도를 만든 아라야 사쿠라는 대장장이가 만든 최후의 보검(=역인도 진타)을 차지하려고 하지만, 켄신에 의하여 패배하고 체포된다.켄신을 발도재로 변하게 했던 3명의 인물 중 하나이다. 훗날 쵸우의 능력을 눈여겨본 메이지 정부와의 뒷거래를 통하여 경찰의 비밀요원으로 살아간다.
- 오우누마 우스이

★성우 - 日:?? / 韓:홍승표(대교방송 2기) / 美:제이미슨 프라이스
본래 막부의 검객으로 유신지사를 암살하는 임무를 맡고 있었다가 시시오에게 당하여 두눈을 잃게 된 인물. 거의 죽어가던중 뛰어난 청각을 얻게되어 다시한번 부활한다. 그는 이상청각을 이용하여 상대방의 심장과 근육의 움직임 소리를 듣고 움직임을 파악하는 절술을 구사하는데, 본인은 심안(心眼)이라고 부른다. 십본도 중 두 번째 실력자. 시시오를 언제든지 죽여도 좋다는 조건하에 십본도에 가담하였다. 훗날 교툐에서 사이토 하지메에게 본심을 들키고, 아돌의 비기인 '아돌 제로식'에 당하여 비참하게 사망한다.
- 유큐잔 안지

★성우 - 日:?? / 韓:양석정(KBS 27기) / 美:마이클 매코너하이, 로웰 바솔로미
원래는 선량한 스님으로서 전쟁 고아들을 돌보며 살아가고 있었다. 그러나 불교를 탄압하는 메이지 정부에 의하여 고아들이 몰살당하자 깊은 증오감을 느끼고 스스로 명왕이라 칭하며 힘으로 중생들을 구제한다는 신념 아래 십본도에 가담한다. 안지는 이죽극점이란 필살의 격투술을 터득하여 엄청난 전투력을 자랑한다. 수행하던 중 우연하게 만난 사노스케에게 이중극점을 가르친다. 이후 쿄토에서 재회한 사노스케와 대결하지만 삼중극점을 터득한 그에게 패배하고 자신의 생각이 잘못되었음 깨닫고 뉘우친다. 안지는 십본도가 전멸한 이후 경찰에 자수하여 징역 25년을 선고받고 감옥에 들어간다.
- 혼죠 카마타리(대낫의 하리)

★성우 - 日:타케우치 쥰코 / 韓:양정화(투니버스 1기) / 美:멜로디 스피백
거대한 낫을 휘두르는 여장남자. 시시오를 사랑한 나머지 남자이지만 여장을 하고 다닌다. 시시오의 명령으로 아오이정을 공격하러 가지만 카오루와 미사오의 콤비 플레이에 의하여 패배.시시오 마코토가 죽자 자신도 죽으려고 하지만 쵸우의 설득에 죽지 않았다. 훗날 카마타리의 재능을 눈여겨본 메이지 정부와의 뒷거래를 통하여 외국에서 활동하는 비밀요원이 된다.
- 카리와 헨야

★성우 - 日:?? / 韓:오인성(KBS 23기) / 美:제이크 마틴
비쩍 마른 몸에 복면을 쓰고 다니는 인물. 헨야는 비쩍발라 가벼운 자신의 몸을 이용하여 박쥐날개 모양의 비행기구를 이용, 하늘을 날 수 있다. 주특기는 비행술과 다이너마이트 투척. 아오이정 습격에 가담하지만 야히코에게 패배한다. 훗날 헨야의 비행능력을 눈여겨본 메이지 정부와의 뒷거래를 통하여 정찰임무에 특화된 비밀요원으로 활동한다.
- 이완보

★성우 - 日:?? / 韓:박지훈(MBC 12기) / 美:렉스 랭
말을 더듬고 항상 멍청하게 웃는 인물. 아오이정 습격대 가담하지만 동료들이 패배하자 혼자 도주함. 어느정도의 실력을 지녔는지는 불명.책에서는 사람이 조종한다고 나온다. 애니메이션에서는 시시오 편 이후 출연은 없으나, 만화에서는 재등장한다.
- 사와즈치 & 후지

★성우 - 日:??(사와즈치)&??(후지) / 韓:오인성(KBS 23기)(사와즈치)&홍승표(대교방송 2기)(후지) / 美:폴 세인트피터&보 빌링즐리
사와즈치는 언변에 능한 난장이 노인이며, 후지는 엄청나게 거대한 칼을 휘두르는 희대의 거인이다. 후지는 본래 산속에서 살던 착한성품을 지닌 청년이였지만 몸집이 비정상적으로 크다는 이유로 사람들에게 공격받아 큰부상을 입는다. 이때 후지를 도와준게 사와즈치 영감. 이후 사와즈치는 후지와 함께 2인조 파트너를 이루며 행동하며 십본도에 들어간다. 아오이정 습격때 가담하지만, 후지의 검객으로서의 재능과 착한 마음씨를 꿰뚫어본 히코 세이쥬로에 의하여 패배한다. 훗날 사와즈치와 후지의 능력을 눈여겨본 메이지 정부와의 뒷거래를 통하여 정부의 비밀요원이 된다. 사와즈치 영감은 뛰어난 언변을 살려 외교분야에서 활동하고 후지는 홋카이도에 파견되어 개간사업과 경비임무를 맡는다.

### 메이지 정부측
- 사이토 하지메

★성우 - 日:스즈오키 히로카타(1996년판) 나리타 켄 (성우) (신교토편) 히노 사토시(2023년판) / 韓:김환진 / 美:커크 손턴, 켄 웹스터, 존 스웨이지
메이지 정부에서 경찰로 일하고 있는 검객. 그는 막부 말, 막부측의 무사조직인 신선조에 소속된 실력파 검객이다. 당대 최고의 검객들만 모였다는 신선조에서 3번대 대장 및 검술사범 등을 맡았다. 켄신과는 막부 말의 쿄토에서 수없이 대결하여 무승부를 이뤄낸 전설적인 인물로, 메이지 유신이 성공하여 막부정권이 망한 이후로는 메이지 정부에게 스카우트되어 비밀경찰로 활동한다. 이때는 후지타 고로라는 가명을 사용한다. 그는 신선조 시절 '미부의 늑대'라 불렸던 만큼 신중하고 계산적이며 냉철한 성격을 지녔으며, 악즉참(惡卽斬) - '악은 무조건 죽인다.'라는 신념아래 살아가고 있다. 시시오편의 초반부에 등장하여 10년만에 켄신과 대결하였으며, 이후엔 시시오를 쓰러뜨리기 위해 켄신일행과 행동을 함께 한다. 여하튼 켄신의 최고 라이벌로 손꼽힌다.
사이토는 신선조의 부장인 히지카타 토시조가 고안한 평찌르기를 자신만의 검술로 개량한 '아돌(가토츠)'을 주특기로 한다. 왼손잡이인 사이토는 아돌을 사용하여 수많은 유신지사들을 제거했는데, 총 4가지의 아돌 기본식을 사용한다. 앞으로 돌진하면서 찌르는 1식/공중으로 뛰어오르며 찌르는 2식/공중에서 아래로 내려오면서 찌르는 3식/초근거리에서 몸의 탄력만들 이용하여 찌르는 0식이 있다. 하지만 아돌에도 약점은 있는데, 왼손으로 검을 앞으로 찌르면 오른쪽이 무방비로 비어버리기 때문에 빈틈이 생간다는 것이다.
참고로 신선조 실재로 존재하던 막부 말의 무사조직으로, 사이토 또한 실존하던 인물이다. 바람의 검심의 사이토 하지메는 실재 역사의 사이토 하지메를 양간 각색하여 만든 캐릭터이다.
- 오쿠보 도시미치

메이지 정부 최고의 권력자. 과거 메이지 유신을 성공시키는 데 결정적인 역할을 하여 사이고 다카모리, 기도 다카요시와 함께 유신 3걸(傑)로 불린다. 시시오가 메이지 정부를 뒤집으려한다는 사실을 눈치채고 켄신에게 찾아가 싸워줄것을 부탁하면서 등장한다. 훗날 시시오의 명령을 받은 세타 소지로에 의하여 달리는 마차에서 암살됨.

### 진료소 사람
켄사이 선생(현암 선생)
★성우 - 日:시오야 요쿠 타다노 요헤이(2023년판) / 韓:황원(KBS 8기)
켄신일행이 사는 동네의 의사. 마음씨 좋은 할아버지로, 카미야 도장에 자주 놀러온다.
타카니 메구미(고하 미나)
★성우 - 日:도이 미카 오오니시 사오리(2023) / 韓:이명선(투니버스 1기) / 美:마리 데번
유명한 의사집안의 딸이며 동양과 서양의 의술에 능통하다. 가족들과 재회하기 위하여 의사로 활동하던중 악당 간류 밑에 들어가 아편만드는 일을하며 괴롭힘등 당한다. 그러나 켄신의 도움으로 해방되었고, 지금은 진료소에서 겐사이 선생과 함께 마을의 아픈 병자들을 고쳐주는 선행을 하고 있다. 맨날 험난한 싸움에 말려드는 켄신과 사노스케를 치료해준다. 켄신을 무척이나 사모하지만, 카오루에게 켄신을 잘 부탁한다고 스스로 양보하는 등 어른스러운 면모를 보인다.

### 기타인물
- 히코 세이쥬로

★성우 - 日:이케다 슈이치 / 韓:박지훈(MBC 12기) / 美:리처드 엡카, 렉스 랭
비천어검류의 제 13대 계승자이자 켄신의 스승. 어린시절 전쟁고아로 떠돌던 신타(心太)를 구하고 켄신(劍心)이란 이름을 지어준다. 현재는 쿄토 인근에서 도예가로 살아가며 은둔중. 시시오와의 대결을 위하여 비천어검류의 비술을 배우러온 켄신에게 천상용섬을 전수해준다. 이후 켄신의 부탁대로 아오이정을 습격한 십본도의 일원 사이즈치와 후지를 가볍게 쓰러뜨린다. 극장판에서는 켄신의 아들인 켄지에게 비천어검류를 가르치는 모습이 나온다. 잘생기고 점잖은 외모를 지녔지만 실제 나이는 43세.
- 경찰서장

★성우 - 韓:윤세웅(1 ~ 89화) / 김 장(90화 ~ 94화) / 최원형(MBC 11기)(성상편)
- 타에 / 사에

★성우 - 日:시마모토 스미 노토 마미코(2023년판) / 韓:이영란(MBC 12기)
 ???
- 산죠 츠바메(연아)

★성우 - 日:시라토리 유리 / 韓:김희선(KBS 23기)
켄신일행이 살고 있는 지역의 유명한 전골집에서 일하는 소녀. 본래는 하급무사 집안 출신으로, 전주인에게 괴롭힘을 당하던중 야히코에게 도움을 받았다. 소심하고 마음이 여린게 특징. 야히코가 남몰래 짝사랑하고 있다.
- 쓰카야마 유타로

★성우 - 日:다나카 마유(1996년판) 산페이 유우코(2023년판) / 韓: / 美:
이즈의 부호 쓰카야마 유자에몬의 아들.
신 왕자 (자가라타 왕국의 왕자)
★성우 - 日:도미나가 미이치나
아라이 샤쿠
★성우 - 日:카토 타다요시 / 韓:성완경(KBS 23기)
막부 말에 이름을 날렸으며,켄신의 역날검을 만든 일류 도공.하지만 사람을 죽이려는 검을 만드는 데 몰두한 나머지, 다른 도공들로부터 완전히 따돌림을 받았다.원래 켄신이 도쿄에 와서 세이쥬로와 더불어서 찾은 인물이었으나,이미 죽고 말았다.
아라이 세쿠
★성우 - 日:이시카와 마사아키 / 韓:전광주(대교방송 3기)
켄신의 역날검을 만들어준 대장장이인 아라이 샤쿠의 아들.자신의 아버지같이 새 시대를 열어갈 최고의 도공이라 인정됐으나,메이지 시대의 흐름에 밀려 현재는 한낱 식칼이나 낫 같은 것만 만든다.자신의 아버지와는 반대로 평화주의자이지만,
아라이 이오리
★성우 - 日:?? / 韓:윤미나(대교방송 3기)
세쿠의 아들이자 샤쿠의 손자.

### 추억편&극장판&성상편(주요인물)
<추억편>
- 히무라 켄신

[성우]

젊은 켄신 - 日:스즈카제 마요 / 韓:엄상현(EBS 17기)

어린 켄신 - 日:스즈키 마사미 / 韓:손정아(KBS 12기)
- 유키시로 토모에 (히무라 토모에)

日:이와오 쥰코 / 韓:윤미나(대교방송 3기)
켄신이 불살의 검객이 되는데 결정적인 영향을 미친 여성. 약혼자인 키요사토의 복수를 위하여 켄신에게 접근하지만 부부생활을 하며 피신 중에 오히려 켄신을 사랑하게 된다. 이후 켄신을 암살하러온 검객들에게 붙잡히지만 켄신을 구하기 위하여 자신의 목숨을 희생하였다. 작중에서 켄신이 고뇌하며 자신의 과거를 일절 말하지 않는것은 토모에와의 일 때문이다. 참고로 켄신의 뺨의 십자상처중 세로는 키요사토가, 가로는 토모에가 낸 상처이다. 그는 '유키시로 에니시'라는 동생이 있는데 그의 동생은가족 중에는 토모에 밖에 없어 토모에를 무척 아끼고 잘 따른다.
<극장판>
- 시구레

성우 - 日:이노우에 카즈히코 / 韓:홍시호(KBS 20기)
<성상편(추가버전)>
- 묘진 야히코[젊은 청년 목소리]

성우 - 日:?? / 韓:엄상현(EBS 17기)
- 히무라 켄지

성우-日:카이다 유키 / 韓:이명선(투니버스 1기)
켄신과 카오루 사이에서 태어난 아들. 카오루를 버리고 아버지의 책무를 다하지 못한 켄신을 원망했지만, 훗날 켄신의 마음을 이해한다. 켄신의 스승인 히코 세이쥬로에게 가르침을 받았으며, 켄신의 역인도인 '진타'를 야히코를 통하여 물려받는다.
- 경찰서장

성우-日:가메야마 스케키요 마츠모토 시노부(2023년판) / 韓:최원형(MBC 11기)
- 유키시로 에니시

성우-日:사사키 노조무 / 韓:김영선(MBC 13기) / 美:빌 와이즈
극장판인 추억편에 등장한 유키시로 토모에의 남동생. 어린나이에 어머니를 잃었기에 누가인 토모에를 잘따랐었다. 그러나 토모에가 켄신을 구하기 위하여 목숨을 버린걸 오해하여 켄신 때문에 토모에가 죽었다고 생각, 그를 증오하게 된다. 그대의 충격으로 머리카락색이 하얗게 변했다. 에니시는 중국의 상하이에 건너가 무기밀매조직의 두목이 된다. (시시오가 사용하던 연옥도는 에니시네 조직을 통하여 구했다고함). 훗날 일본으로 돌아와 켄신 주변의 사람들을 괴롭히며 천천히 고통을 준다. 마지막으로 카오루를 납치하여 켄신을 유인 - 엄청난 대결을 벌이지만 켄신에게 패배한다.